# Charles Cyphers
Charles Cyphers, né le 28 juillet 1939 à Niagara Falls (État de New York) et mort le 4 août 2024 à Tucson (Arizona), est un acteur américain.

## Biographie
Au tournant des années 1980, Charles Cyphers se fait particulièrement remarquer pour ses apparitions régulières dans les premiers films du réalisateur John Carpenter (Assaut, Halloween 1 et 2, Fog, New York 1997, etc.).
Il reprend le rôle de Leigh Brackett quarante ans après Halloween, la nuit des masques (Halloween) dans le film Halloween Kills.

## Mort
Le 4 août 2024, Charles Cyphers décède à Tucson, Arizona, a l’âge de 85 ans des suites d’une brève maladie quelques jours après avoir fêté son anniversaire.

## Filmographie
- 1974 : Truck Turner et Cie (Truck Turner), de Jonathan Kaplan
- 1976 : Assaut (Assault on Precinct 13), de John Carpenter
- 1977 : MacArthur, le général rebelle (MacArthur), de Joseph Sargent
- 1978 : Le Retour (Coming Home), d'Hal Ashby
- 1978 : Sauvez le Neptune (Gray Lady Down), de David Greene
- 1978 : Halloween, la nuit des masques (Halloween), de John Carpenter
- 1978 : Meurtre au 43e étage (Someone's watching me!), de John Carpenter (téléfilm)
- 1979 : Shérif, fais-moi peur (série TV) : La Voiture du Président (saison 1, épisode 9) : Bumper
- 1979 : Le Roman d'Elvis (Elvis), de John Carpenter (téléfilm)
- 1980 : Chicanos, chasseur de têtes (Borderline), de Jerrold Freedman
- 1980 : Fog (The Fog), de John Carpenter
- 1981 : New York 1997 (Escape from New York), de John Carpenter
- 1981 : Halloween 2 (Halloween II), de Rick Rosenthal
- 1982 : Un justicier dans la ville 2 (Death Wish II), de Michael Winner
- 1982 : Le Chant du bourreau (The Executioner's song), de Lawrence Schiller (téléfilm)
- 1982 : Honkytonk Man, de Clint Eastwood
- 1983 : Shérif, fais-moi peur (The Dukes of Hazzard) (série TV) (saison 6, épisode 14 : Mort et vif) : Phil
- 1984 : La Petite Maison dans la prairie (The House on the Prairie) téléfilm T1 Le chemin des souvenirs (Look back to yesterday) : Zack Taylor
- 1989 : Skate Rider (en) (Gleaming the Cube) de Graeme Clifford
- 1989 : Les Indians (Major League), de David S. Ward
- 1993 : Alarme fatale (Loaded Weapon 1), de Gene Quintano
- 2021 : Halloween Kills, de David Gordon Green : Sheriff Leigh Brackett

## Voix françaises
- Marc de Georgi (*1931 - 2003) dans :
  - Truck Turner et Cie
  - Meurtre au 43e étage (téléfilm)
  - Halloween 2
- Claude Bertrand (*1919 - 1986) dans Assaut
- Henry Djanik (*1926 - 2008) dans Sauvez le Neptune
- Michel Barbey dans Halloween : La Nuit des masques
- Jacques Deschamps (*1931 - 2001) dans Le Roman d'Elvis (téléfilm)
- Max André (*1938 - 2020) dans Fog
- Sady Rebbot (*1935 - 1994) dans New York 1997
- Jacques Ferrière (*1932 - 2005) dans Les Indians
- Michel Voletti dans Halloween Kills